# Bolitoglossa heiroreias
Bolitoglossa heiroreias е вид земноводно от семейство Plethodontidae. Видът е застрашен от изчезване.

## Разпространение
Разпространен е в Гватемала, Салвадор и Хондурас.